# تل گر
تل گر، روستایی از توابع بخش رستم شهرستان ممسنی در استان فارس ایران است.روستای تل‌گر در دهه‌ی ۳۰ خورشيدي توسط تعدادي از بزرگان طايفه ي نورالهي ساكن دولت اباد بنا نهاده شد.كه طي چندين سال خانواده به خانواده از دولت اباد به تل گر مهاجرت داشته اند.تُل‌گر از دو واژه‌ی(تُل یعنی تپه) و(گَر یعنی سنگ بزرگ) در گویش لُری ممسنی تشکیل شده است. در واقع این روستا در جوار یک تپه‌ی سنگی بزرگ بنا شده است.

## جمعیت
این روستا در دهستان رستم یک قرار دارد و براساس سرشماری مرکز آمار ایران در سال ۱۳۸۵، جمعیت آن ۲۹۰ نفر (۶۶خانوار) بوده‌است .